# Габош
Габош је насеље у општини Маркушица, Вуковарско-сремска жупанија, Република Хрватска.

## Географија
Габош је смештен на 45°21' северне географске ширине и 18°44' источне географске дужине. Налази се на десној страни реке Вуке.

## Историја
Село Габош се први пут у писаним документима помиње 1437. године. Као посед су га добили на поклон од краља Таловци. Због продора Турака, село је опустело. Након тога, Габош досељавају Срби. Према записима, Срби који су прво дошли населили су се с друге стране реке Вуке, на којој су и Корођ и Антин, а име села су узели по Габошу који је био „с ове стране Вуке“ и које је остало пусто. Тако нпр. 1736. године постојало је 37 српских кућа: Никола Корулин, Станивук Бошњак, Станивук Ширић, Стојан Поповић, Радоња Бошњак и др. Тих година саграђена је и дрвена црква Ваведења Богородице. Школа још није постојала.
Године 1759. под руководством свештеника Михаила Јованова сазидана је нова црква, посвећена Рожденству Богородице. Новоизграђену цркву је 1766. године посветио митрополит Павле Ненадовић.
Учитељ у месној школи био је 1846. године Василије Себишанац.
Габош је село у Даљском изборном срезу у којем 1885. године живи 498 становника.
Године 1991. Габош је имао око 1000 становника. Током рата, 1991. године, Габош је доста страдао. Највише је оштећен центар села. Храм је бомбардован и посебно је оштећен звоник цркве. Многе куће су бомбардоване и оштећене. До 1995. године, мештани села Габоша су били под заштитом УНПРОФОР-а. Данас се Габош налази у Вуковарско-сријемској жупанији.

## Образовање
У Габошу постоји четворогодишња основна школа, подручна школа Основне школе Маркушица.

## Спорт
- НК Челик Габош

## Становништво
На попису становништва 2011. године, Габош је имао 516 становника.

## Попис 1991.
На попису становништва 1991. године, насељено место Габош је имало 746 становника, следећег националног састава:
| Попис 1991.‍  | Попис 1991.‍  | Попис 1991.‍ | Попис 1991.‍ | Попис 1991.‍ |
| ------------ | ------------ | ----------- | ----------- | ----------- |
|              |              |             |             |             |
| Срби         | Срби         |             | 654         | 87,66%      |
| Хрвати       | Хрвати       |             | 55          | 7,37%       |
| Југословени  | Југословени  |             | 17          | 2,27%       |
| Грци         | Грци         |             | 2           | 0,26%       |
| Мађари       | Мађари       |             | 2           | 0,26%       |
| Немци        | Немци        |             | 2           | 0,26%       |
| Црногорци    | Црногорци    |             | 2           | 0,26%       |
| Муслимани    | Муслимани    |             | 1           | 0,13%       |
| Словенци     | Словенци     |             | 1           | 0,13%       |
| неопредељени | неопредељени |             | 9           | 1,20%       |
| непознато    | непознато    |             | 1           | 0,13%       |
| укупно: 746  |              |             |             |             |